# 11968 Demariotte
11968 Demariotte este o planetă minoră (asteroid), cu un diametru de 9,149 km, din centura de asteroizi. A fost descoperită pe 12 august 1994 la Observatorul European Austral de Eric Walter Elst și a fost numită după edme mariotte. 
Obiectul prezintă o orbită caracterizată de o semiaxă mare de 2,739249 UAi, o excentricitate de 0,06, o înclinație de 4,68396 ° în raport cu ecliptica.